# Heartstrings Tour
A Heartstrings Tour Bonnie Tyler 2003-as németországi turnéja, melynek keretében legújabb albumát mutatta be.
Heartstrings című albumát Németországban mutatta be Tyler, ahol 10 nagyvárosban lépett fel. Régi örökzöldjei mellett az új album legjobb dalait is elénekelte a 90 perces koncerten. A koncertsorozat után Bonnie Franciaországban is több helyen fellépett és Magyarországon is bemutatta új albumát több MTV-s műsorban is.

## Dalok
- Have you ever seen the Rain
- Human Touch
- I Still Heaven Found What I’m Looking For
- To Love Somebody
- Lost in France
- In My Life
- Learning to Fly
- Straight from the Heart
- Everybody Hurts
- Need your Love so Bad
- It's a Heartache
- Bitterblue
- Total Eclipse of the Heart
- Faster than the Speed of Night
- Turtle Blues
- Amazed
- Holding Out for a Hero

Ritkán előadott dal:
- Lean on me

## Zenészek
- Dob: Grahame Rolfe
- Gitár: Marr Prior
- Basszus és zenei rendező: Ed Poole
- Billentyűk: John Young
- Gitár és billentyűk: Keith Attack

## Turnéállomások
| Időpont           | Helyszín                   |
| ----------------- | -------------------------- |
| 2003. április 28. | Németország, Chemnitz      |
| 2003. április 29. | Németország, Hamburg       |
| 2003. április 30. | Németország, Kreffeld      |
| 2003. május 2.    | Németország, Bonn          |
| 2003. május 3.    | Németország, Gelsenkirchen |
| 2003. május 4.    | Németország, Drezda        |
| 2003. május 5.    | Németország, Stuttgart     |
| 2003. május 9.    | Németország, Paderborn     |
| 2003. május 11.   | Németország, Bamberg       |
| 2003. május 12.   | Németország, Tuttlingen    |